# Epirinus montanus
Epirinus montanus là một loài bọ cánh cứng trong họ Bọ hung (Scarabaeidae).